# Gaga hintoniorum
Gaga hintoniorum är en kantbräkenväxtart som först beskrevs av Mendenh. och G. L. Nesom, och fick sitt nu gällande namn av Fay W.Li och Windham. Gaga hintoniorum ingår i släktet Gaga och familjen Pteridaceae. Inga underarter finns listade.